# خیبرشکن
خیبرشکن یک موشک بالستیک میان‌برد از نسل سوم موشک‌های سپاه پاسداران انقلاب اسلامی است که در مراسمی با حضور فرماندهان ارشد نظامی ایران و به مناسبت چهل و سومین سالگرد انقلاب ۵۷ (انقلاب اسلامی)
رونمایی شد. این موشک دارای سوخت جامد و در فاز فرود دارای مانور پذیری برای عبور از سپر موشکی بوده و توان اصابت قراردادن اهدافی را در بُرد و شعاع یک هزار و ۴۵۰ کیلومتری داراست.

## ویژگی‌ها
موشک «خیبرشکن» از سوخت جامد بهره می‌برد و وزن آن کمتر از موشک‌های مشابه گزارش شده‌است. این موشک از نسل سوم موشک‌های برد بلند سپاه پاسداران انقلاب اسلامی به‌شمار می‌رود که توانایی انجام مانور در مرحله پایانی پرواز را دارد.

### ابعاد
موشک خیبرشکن ۱۱٫۴ متر طول، ۷۶ سانتی‌متر قطر، و ۶٫۳ تن وزن دارد. وزن سرجنگی آن حدود ۵۵۰ کیلوگرم است. نوع سرجنگی این موشک از نوع انفجاری سریع و پرشدت گزارش شده‌است. بدنه موشک نیز مانند موشک رعد-۵۰۰ از مواد کامپوزیتی ساخته شده‌است.
یکی از مزیت‌های طراحی این موشک، کاهش ابعاد نسبت به نمونه‌های مشابه است که امکان ذخیره تعداد بیشتری از آن را در فضای محدود پایگاه‌های موشکی زیرزمینی فراهم می‌کند.

### سرجنگی
ابعاد نسبتاً بزرگ سرجنگی بازگشتی این موشک، قابلیت انجام مانورهای پیچیده‌تر و سریع‌تر پس از ورود مجدد به جو را فراهم می‌سازد که هدف آن عبور از سامانه‌های پدافند موشکی است. بر پایه گزارش‌ها، سرعت سرجنگی در لحظه برخورد بین ۲ تا ۳ ماخ برآورد شده‌است.
ساختار سرجنگی بازگشتی از نوع دماغه سه‌مخروطی است که پایداری موشک را در حین بازگشت به جو تضمین می‌کند. منابع رسانه‌ای ایران اعلام کرده‌اند که با انجام تغییرات مهندسی و افزایش نیروی پسا، میزان مانورپذیری این موشک افزایش یافته‌است.

### سکوی پرتاب
موشک خیبرشکن قابلیت استفاده از طیف متنوعی از سکوهای پرتاب را دارد. سکوی مورد استفاده برای پرتاب این موشک بر شاسی تجاری ده‌چرخ سوار شده‌است و می‌تواند به‌گونه‌ای استتار شود که به‌عنوان خودروی معمولی شناخته شود.

## کاربرد نظامی
در تاریخ ۱ اکتبر ۲۰۲۴، ایران در واکنش به ترور حسن نصرالله و عباس نیلفروشان در تاریخ ۲۷ سپتامبر، ۱۸۱ موشک بالیستیک به‌سوی اسرائیل شلیک کرد. گزارش‌ها حاکی از آن است که موشک‌های خیبرشکن در میان این موشک‌ها بوده‌اند.
به‌گفته منابع ایرانی، در جریان جنگ ۱۲ روزه ایران و اسرائیل، ایران در پاسخ به تجاوزات اسرائیل به خاک ایران، از موشک‌های خیبرشکن در موج بیستم حملات مشهور به وعده صادق ۳، استفاده کرد که قابلیت کلاهک بارشی داشتند.